# Skif (satellite)
Pour les articles homonymes, voir skif.
Skif (en russe : Скиф) est une constellation de satellites de télécommunications russes placée sur une orbite polaire moyenne (8 000 kilomètres) qui doit être déployée en deux vagues entre 2027 et 2029 et qui doit comprendre à terme 12 satellites. Ces satellites sont conçus pour fournir des liaisons internet à haut débit aux habitants des régions arctiques de la Russie. Un prototype Skif-D a été placé en orbite le 22 octobre 2022.  

## Contexte: création de la constellation de satellites Sfera
Les satellites Skif font partie d'une constellation de satellites, baptisée Sfera (Sphère en russe, anciennement Efir), dont le développement a été annoncée en 2018 et dont le déploiement devrait débuter en 2024. Celle-ci comprendrait 264 satellites constitués à la fois de satellites de télécommunications et de satellites d'observation de la Terre. La constellation placée majoritairement sur une orbite basse doit permette de fournir des services avec un faible temps de latence et avec une fréquence de visite (survol d'un site donné) élevée (20 minutes sur le territoire de la Russie, au minimum un jour pour le reste de la planète). Le projet couvre à la fois des besoins civils et militaires. Sfera doit également comprendre des satellites de télécommunications et comprendra les satellites d'observation de la Terre Smotr et Berkout, :
- 12 satellites de télécommunications Skif conçus pour fournir des liaisons internet à haut débit aux habitants des régions arctiques de la Russie. Placés sur une orbite polaire moyenne (8 000 kilomètres), ces satellites d'environ une tonne seront déployés en deux vagues entre 2027 et 2029.
- les satellites de télécommunications en orbite géostationnaire Yamal (deux exemplaires) et Express (sept exemplaires).
- 4 satellites de télécommunications Express-RV circulant sur des orbites elliptiques hautes de type Molniya dont le premier lancement est prévu en 2025.
- 132 satellites Marathon placés sur une orbite basse dédiés à l'internet des objets (IoT). Le premier lancement est prévu en 2024 et il pourrait y avoir jusqu'à 264 satellites. Ces satellites auraient une masse d'environ 50 kilogrammes.
- 3 satellites d'observation de la Terre Smotr dont le premier vol est prévu en 2028.
- 84 satellites d'observation de la Terre optiques Berkout-O, Berkout-S et Berkout-BV (haute résolution) dont le premier vol devrait intervenir en 2025. Ces satellites auraient une masse comprise entre 150 et 600 kg.
- 12 satellites d'observation de la Terre radar Berkout-X et Berkout-XLP dont le premier vol devrait intervenir en 2025.

## Historique

### Développement du prototype Skif-D

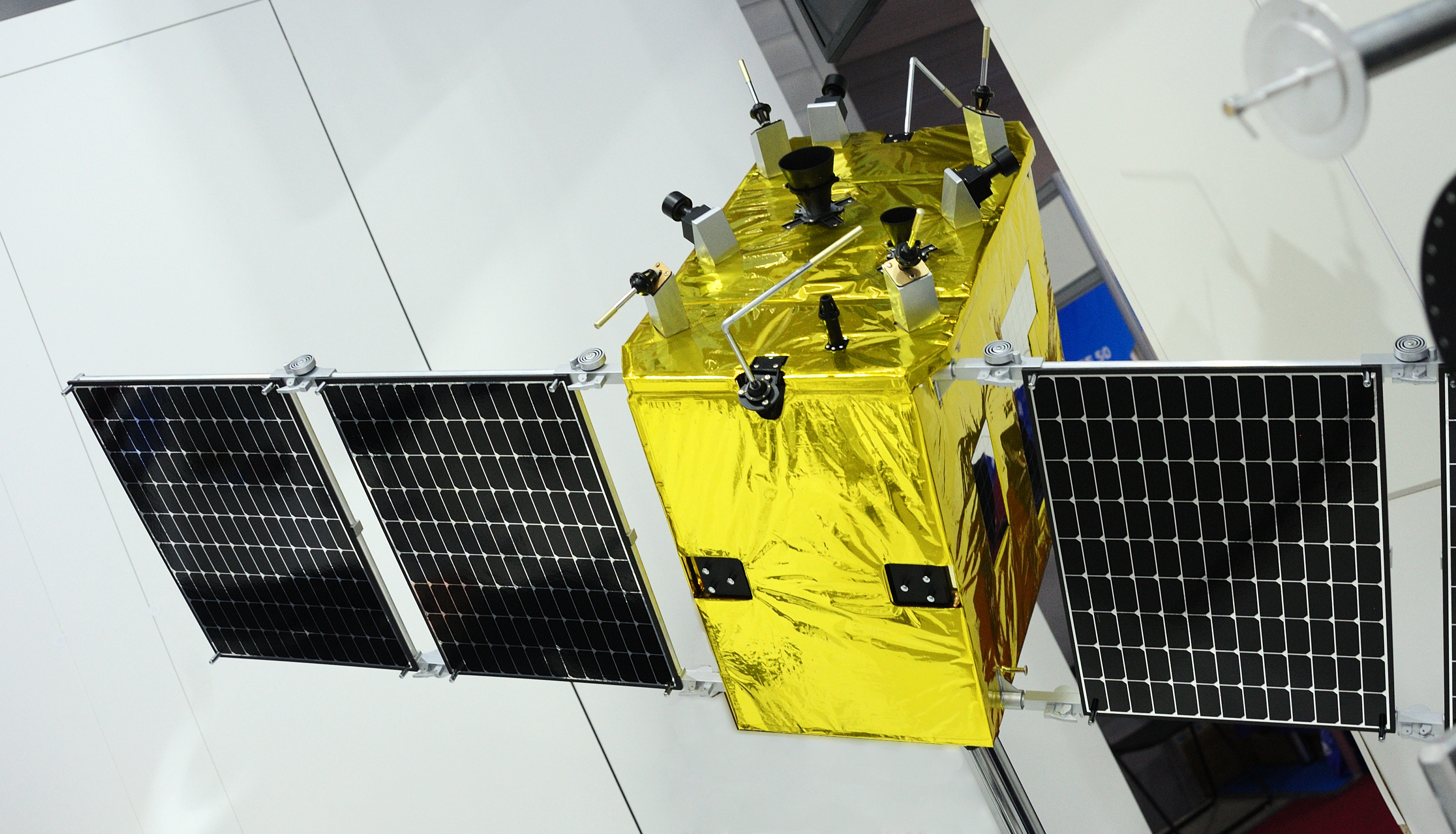
Maquette du satellite Skif-D au salon Army 2023.

Les premières études de la constellation Skif ont débuté durant le deuxième semestre 2020. Un prototype Skif-D, beaucoup plus léger que les satellites Skif opérationnels (200 kg contre environ 1 tonne) a été développé pour remplir deux objectifs :
- Tester la résistance des équipements électroniques qui seront embarqués sur les satellites opérationnels et qui devront traverser les ceintures de radiations du fait de l'orbite moyenne retenue.
- Préserver la réservation effectuée auprès de l'Union internationale des télécommunications de la bande de fréquences radio utilisée par le système Skif qui, si elle n'avait pas été employée, expirait en 2022. Pour conserver cette réservation, la Russie devra avoir déployé au moins 10 % de la constellation d'ici 2024. Courant 2022, les responsables russes prévoyaient de déployer les six premiers satellites en 2027 et les six derniers en 2029.

Les spécifications techniques du prototype Skif-D sont figées en juin 2021. Roscosmos a confié en décembre 2021 le développement du système Skif à la société ISS Reshetnev, principal constructeur des satellites de télécommunications russes. Les sanctions occidentales contre la Russie imposées à la suite de l'invasion de l'Ukraine par la Russie (février 2022) ont imposé des modifications de dernière minute des panneaux solaires et de certains équipements de la plateforme. L'assemblage final du prototype s'est achevé au milieu de l'été 2022. Le prototype Skif-D a été lancé le 22 octobre 2022 avec trois satellites de télécommunications Gonets par une fusée  Soyouz 2.1b décollant du cosmodrome Vostotchny. Il a été placé sur une orbite moyenne à une altitude de 8 070 km.

## Caractéristiques techniques
Les satellites Skif opérationnels auront une masse d'environ une tonne et seront stabilisés 3 axes avec une énergie fournie par des panneaux solaires. Ils circuleront sur une orbite moyenne (altitude 8 000 kilomètres) avec une inclinaison orbitale de 88,2°. Ils sont construits par la société  ISS Reshetnev et leur gestion, une fois, en orbite sera confiée aux sociétés Sputnikovaya Sistema Gonets et Zond